# Podosaces
Podosaces foi um oficial persa de origem árabe, ativo durante o reinado do xá Sapor II (r. 309–379). Era um notório salteador que em data desconhecido foi nomeado filarco dos sarracenos assanitas (em latim: assanitae); Irfan Shahîd sugere que os gassânidas das fontes do fim da Antiguidade podem ser associados aos assanitas. Podosaces era aliado da Pérsia e em 363 lutou contra a invasão do imperador Juliano, o Apóstata (r. 361–363). Em ca. 24 de abril, ele e Surena conseguiram emboscar Hormisda, desertor irmão de Sapor e filho de Hormisda II (r. 302–309).
Segundo Amiano Marcelino, seu nome completo era "Maleco Podosaces" (em latim: Malechus Podosaces). Segundo a interpretação de alguns estudiosos, a palavra "maleco" talvez não seja um nome, mas a corruptela latina do título árabe "maleque" (rei, chefe). Irfan Shahîd, por sua vez, considera que seu nome foi "Maleque", enquanto "Podosaces" seria um patronímico derivado de Fadaucas (em árabe: فاداوكاس; romaniz.: Fadawkas; lit. a pequena raposa), permitindo reconstruir seu nome como "Maleque, filho de Podosaces", ou uma corruptela do título persa bidaxš (vitaxa em latim).